# Daniel Micallef
Daniel Micallef (ur. 8 czerwca 1928 w Rabacie, zm. 9 grudnia 2022) – maltański polityk i lekarz, parlamentarzysta, w latach 1982–1986 spiker Izby Reprezentantów, od 1986 do 1987 minister.

## Życiorys
Z wykształcenia i zawodu lekarz, był członkiem Royal College of General Practitioners w Londynie. W 1962 uzyskał mandat poselski z ramienia Christian Workers’ Party, który wykonywał do 1966. Później dołączył do Partii Pracy. Z ramienia laburzystów był wybierany do maltańskiego parlamentu w 1971, 1976, 1981 i 1987.
Od lutego 1982 do lipca 1986 przewodniczył Izbie Reprezentantów. Urzędował w okresie kryzysu konstytucyjnego po wyborach z 1981, po których posłowie Partii Narodowej bojkotowali prace parlamentu, protestując przeciwko manipulacjom przy tworzeniu okręgów wyborczych. Daniel Micallef wygasił wkrótce mandaty deputowanych PN, przedstawiając swoją interpretację konstytucji i twierdząc, że miejsca te pozostały nieobsadzone. Ostatecznie posłowie Partii Narodowej ponownie je objęli po niespełna roku.
W latach 1986–1987 zajmował stanowisko ministra edukacji i środowiska w gabinecie, którym kierował Karmenu Mifsud Bonnici. W latach 1997–1999 pełnił funkcję ambasadora Malty przy Stolicy Apostolskiej.